# NK Radnički Viškovci
NK Radnički je nogometni klub iz Viškovaca. 
Trenutačno se natječe u 2. ŽNL Osječko-baranjskoj. 
Osim seniorske momčadi u službenim natjecanjima u okviru NS Đakovo natječe se još pionirska momčad u Ligi pionira, i juniorska momčad u ligi juniora.
Godine 2007. Radnički Viškovci je prvak 3. ŽNL nogometnog središa Đakovo, te se u narednoj sezoni natječe u 2. ŽNL nogometnog središta Đakovo. NK "Radnički" Viškovci je ostvario 21 pobjedu u 24 odigrana susreta.
Godine 2013. Radnički Viškovci je prvak 2. ŽNL nogometnog središa Đakovo, te igra kvalifikacije za ulazak u 1. ŽNL nogometnog središta Đakovo. Radnički je u prvoj utakmici na domaćem terenu pobijedio NK "Motičinu" iz Donje Motičine rezultatom 2:1 dok je na gostovanju izgubio 0:1 te ukupnim rezultatom 2:2 ne ide u viši rang natjecanja radi gola u gostima.
Godine 2015. Radnički Viškovci ispada iz 2. ŽNL nogometnog središa Đakovo te će se naredne sezone 2015./16. natjecati u 3. ŽNL nogometnog središta Đakovo. 
Godine 2016. Radnički Viškovci osvaja prvo mjesto u 3. ŽNL nogometnog središta Đakovo te se nakon samo jedne sezone vraća u viši rang natjecanja iz kojeg je ispao u sezoni 2015. 
Godine 2022. Radnički Viškovci ispada iz 2. ŽNL nogometnog središa Đakovo te će se naredne sezone 2022./23. natjecati u 3. ŽNL nogometnog središta Đakovo.
Godine 2023. Radnički Viškovci osvaja drugo mjesto u 3. ŽNL nogometnog središta Đakovo gdje ima isti broj bodova (48) kao NK Radnik iz Vrbice ali zbog međusobnog susreta zauzima drugo mjesto. Tako se nakon samo jedne sezone vraća u viši rang natjecanja iz kojeg je ispao u sezoni 2022.

## Statistika u prvenstvima od sezone 2000./01.
Izvori:
| Sezona    | Rang | Liga                                            | Pozicija | Utakmice | Pobjede | Neodlučeno | Porazi | Postignuti golovi | Primljeni golovi | Bodovi |
| 2000./01. | 6.   | 3. ŽNL Osječko-baranjska NS Đakovo              | 6.       | 26       | 11      | 4          | 11     | 52                | 46               | 37     |
| 2001./02. | 6.   | 3. ŽNL Osječko-baranjska NS Đakovo              |          |          |         |            |        |                   |                  |        |
| 2002./03. | 6.   | 3. ŽNL Osječko-baranjska, NS Đakovo             | 6.       | 30       | 16      | 4          | 10     | 80                | 46               | 52     |
| 2003./04. | 6.   | 3. ŽNL Osječko-baranjska, NS Đakovo             |          |          |         |            |        |                   |                  |        |
| 2004./05. | 6.   | 3. ŽNL Osječko-baranjska, NS Đakovo             |          |          |         |            |        |                   |                  |        |
| 2005./06. | 6.   | 3. ŽNL Osječko-baranjska, NS Đakovo             | 11.      | 28       | 11      | 1          | 16     | 48                | 76               | 34     |
| 2006./07. | 7.   | 3. ŽNL Osječko-baranjska, NS Đakovo (Za prvaka) | 1.       | 10       | 10      | 0          | 0      | 47                | 13               | 36     |
| 2007./08. | 6.   | 2. ŽNL Osječko-baranjska NS Đakovo              | 13.      | 30       | 10      | 6          | 14     | 43                | 70               | 36     |
| 2008./09. | 6.   | 2. ŽNL Osječko-baranjska, NS Đakovo             | 11.      | 30       | 8       | 9          | 13     | 38                | 56               | 33     |
| 2009./10. | 6.   | 2. ŽNL Osječko-baranjska, NS Đakovo             | 6.       | 30       | 12      | 5          | 13     | 53                | 56               | 41     |
| 2010./11. | 6.   | 2. ŽNL Osječko-baranjska, NS Đakovo             | 4.       | 30       | 14      | 4          | 12     | 58                | 55               | 46     |
| 2011./12. | 6.   | 2. ŽNL Osječko-baranjska, NS Đakovo             | 10.      | 28       | 11      | 2          | 15     | 51                | 58               | 35     |
| 2012./13. | 6.   | 2. ŽNL Osječko-baranjska, NS Đakovo             | 1.       | 30       | 20      | 4          | 6      | 83                | 38               | 64     |
| 2013./14. | 6.   | 2. ŽNL Osječko-baranjska, NS Đakovo             | 7.       | 26       | 11      | 3          | 12     | 43                | 52               | 36     |
| 2014./15. | 6.   | 2. ŽNL Osječko-baranjska, NS Đakovo             | 13.      | 26       | 6       | 3          | 17     | 48                | 78               | 21     |
| 2015./16. | 6.   | 3. ŽNL Osječko-baranjska, NS Đakovo             | 1.       | 24       | 19      | 1          | 4      | 97                | 24               | 58     |
| 2016./17. | 6.   | 2. ŽNL Osječko-baranjska, NS Đakovo             | 11.      | 26       | 7       | 5          | 14     | 48                | 65               | 26     |
| 2017./18. | 6.   | 2. ŽNL Osječko-baranjska, NS Đakovo             | 7.       | 26       | 10      | 4          | 12     | 57                | 46               | 34     |
| 2018./19. | 6.   | 2. ŽNL Osječko-baranjska, NS Đakovo             | 8.       | 26       | 9       | 5          | 12     | 51                | 65               | 32     |
| 2019./20. | 6.   | 2. ŽNL Osječko-baranjska, NS Đakovo             | 8.       | 14       | 4       | 4          | 6      | 27                | 20               | 16     |
| 2020./21. | 6.   | 2. ŽNL Osječko-baranjska, NS Đakovo             | 11.      | 28       | 9       | 2          | 17     | 45                | 62               | 29     |
| 2021./22. | 6.   | 2. ŽNL Osječko-baranjska, NS Đakovo             | 14.      | 26       | 3       | 4          | 19     | 34                | 92               | 13     |
| 2022./23. | 7.   | 3. ŽNL Osječko-baranjska, NS Đakovo             | 2.       | 20       | 16      | 0          | 4      | 66                | 18               | 48     |
| 2023./24. | 7.   | 2. ŽNL Osječko-baranjska, NS Đakovo             | .        |          |         |            |        |                   |                  |        |